# Thaumalea gerecki
Thaumalea gerecki är en tvåvingeart som beskrevs av Wagner 1988. Thaumalea gerecki ingår i släktet Thaumalea och familjen mätarmyggor. Inga underarter finns listade i Catalogue of Life.